# Siófoki járás
A Siófoki járás Somogy vármegyéhez tartozó járás Magyarországon 2013-tól, székhelye Siófok. Területe 657,05 km², népessége 51 761 fő, népsűrűsége pedig 79 fő/km² volt 2013. elején. 2013. július 15-én három város (Siófok, Balatonföldvár és Zamárdi) és 21 község tartozott hozzá.
A Siófoki járás a járások 1983. évi megszüntetése előtt is létezett, az 1950-es járásrendezés során hozták létre.

## Települései
| Település      | Rang (2013. július 15.) | Közös hivatal  | Kistérség (2013. január 1.) | Népesség (2013. január 1.) | Terület (km²) |
| -------------- | ----------------------- | -------------- | --------------------------- | -------------------------- | ------------- |
| Siófok         | járásszékhely város     | Siófok         | Siófoki                     | 25 441                     | 124,66        |
| Balatonföldvár | város                   | Balatonföldvár | Balatonföldvári             | 2 235                      | 15,32         |
| Zamárdi        | város                   |                | Siófoki                     | 2 451                      | 45,15         |
| Balatonszárszó | nagyközség              | Balatonszárszó | Balatonföldvári             | 1 965                      | 30,13         |
| Ádánd          | község                  | Ádánd          | Siófoki                     | 2 124                      | 29,52         |
| Balatonendréd  | község                  | Kőröshegy      | Siófoki                     | 1 330                      | 40,02         |
| Balatonőszöd   | község                  | Balatonszemes  | Balatonföldvári             | 507                        | 15,08         |
| Balatonszabadi | község                  |                | Siófoki                     | 2 994                      | 41,34         |
| Balatonszemes  | község                  | Balatonszemes  | Balatonföldvári             | 1 827                      | 36,02         |
| Balatonvilágos | község                  | Siófok         | Siófoki                     | 1 195                      | 29,21         |
| Bálványos      | község                  | Balatonföldvár | Balatonföldvári             | 544                        | 23,69         |
| Kereki         | község                  | Balatonföldvár | Balatonföldvári             | 556                        | 14,43         |
| Kőröshegy      | község                  | Kőröshegy      | Balatonföldvári             | 1 329                      | 21,39         |
| Kötcse         | község                  | Balatonszárszó | Balatonföldvári             | 481                        | 19,54         |
| Nagyberény     | község                  | Ádánd          | Siófoki                     | 1 330                      | 23,14         |
| Nagycsepely    | község                  | Balatonszárszó | Balatonföldvári             | 386                        | 19,8          |
| Nyim           | község                  | Ságvár         | Siófoki                     | 270                        | 9,76          |
| Pusztaszemes   | község                  | Balatonföldvár | Balatonföldvári             | 343                        | 10,39         |
| Ságvár         | község                  | Ságvár         | Siófoki                     | 1 830                      | 38,44         |
| Siójut         | község                  | Siófok         | Siófoki                     | 620                        | 10,73         |
| Som            | község                  | Ságvár         | Siófoki                     | 701                        | 23,35         |
| Szántód        | község                  | Balatonföldvár | Balatonföldvári             | 592                        | 7,91          |
| Szólád         | község                  | Balatonföldvár | Balatonföldvári             | 501                        | 19,98         |
| Teleki         | község                  | Balatonföldvár | Balatonföldvári             | 209                        | 8,05          |

## Története
A Siófoki járás az 1950-es járásrendezés során jött létre 1950. június 1-jén.
Területe többször is megnövekedett, főképp szomszédos járások (Tabi, Fonyódi) megszűnése folytán, viszont 1970 után egyes községeit Siófok városkörnyékéhez oszották be.
1984. január 1-jétől új közigazgatási beosztás lépett életbe, ezért 1983. december 31-én valamennyi járás megszűnt, így a Siófoki is. Községei közül Boglárlelle és Tab városi jogú nagyközségi rangot kapott, a többi község a Siófoki városkörnyékhez illetve a Boglárlellei és a Tabi nagyközségkörnyékhez került.

### Községei 1950 és 1983 között
Az alábbi táblázat felsorolja a Siófoki járáshoz tartozott községeket, bemutatva, hogy mikor tartoztak ide, és hogy hova tartoztak megelőzően, illetve később.
| Község         | Mikortól           | Honnan                                   | Meddig              | Hova                                        |
| -------------- | ------------------ | ---------------------------------------- | ------------------- | ------------------------------------------- |
| Ádánd          | 1950. június 1.    | Tabi járásból                            | 1981. december 30.  | Siófoki városkörnyékhez                     |
| Andocs         | 1968. december 31. | Tabi járásból                            | 1983. december 31.  | Tabi nagyközségkörnyékhez                   |
| Bábonymegyer   | 1968. december 31. | Tabi járásból                            | 1983. december 31.  | Tabi nagyközségkörnyékhez                   |
| Balatonboglár  | 1974. december 31. | Fonyódi járásból                         | 1978. december 30.  | Balatonlellével egyesült Boglárlelle néven  |
| Balatonendréd  | 1950. június 1.    | Tabi járásból                            | 1977. március 31.   | Siófoki városkörnyékhez                     |
| Balatonföldvár | 1950. június 1.    | Tabi járásból                            | 1983. december 31.  | Siófoki városkörnyékhez                     |
| Balatonkiliti  | 1950. június 1.    | Tabi járásból                            | 1968. december 30.  | Siófok városhoz                             |
| Balatonlelle   | 1974. december 31. | Fonyódi járásból                         | 1978. december 30.  | Balatonboglárral egyesült Boglárlelle néven |
| Balatonőszöd   | 1950. június 1.    | Lengyeltóti járásból                     | 1983. december 31.  | Siófoki városkörnyékhez                     |
| Balatonszabadi | 1950. június 1.    | Tabi járásból                            | 1981. december 30.  | Siófoki városkörnyékhez                     |
| Balatonszárszó | 1950. június 1.    | Tabi járásból                            | 1983. december 31.  | Siófoki városkörnyékhez                     |
| Balatonszemes  | 1950. június 1.    | Lengyeltóti járásból                     | 1983. december 31.  | Siófoki városkörnyékhez                     |
| Balatonújhely  | 1950. június 1.    | Tabi járásból                            | 1950                | Siófok része lett                           |
| Bálványos      | 1954. október 1.   | Tabi járásból                            | 1983. december 31.  | Siófoki városkörnyékhez                     |
| Bedegkér       | 1968. december 31. | Tabi járásból                            | 1983. december 31.  | Tabi nagyközségkörnyékhez                   |
| Boglárlelle    | 1978. december 31. | Balatonboglár és Balatonlelle egyesülése | 1983. december 31.  | városi jogú nagyközséggé alakult            |
| Bonnya         | 1968. december 31. | Tabi járásból                            | 1983. december 31.  | Tabi nagyközségkörnyékhez                   |
| Fiad           | 1968. december 31. | Tabi járásból                            | 1983. december 31.  | Tabi nagyközségkörnyékhez                   |
| Gamás          | 1974. december 31. | Fonyódi járásból                         | 1983. december 31.  | Boglárlellei nagyközségkörnyékhez           |
| Kánya          | 1968. december 31. | Tabi járásból                            | 1983. december 31.  | Tabi nagyközségkörnyékhez                   |
| Kapoly         | 1968. december 31. | Tabi járásból                            | 1983. december 31.  | Tabi nagyközségkörnyékhez                   |
| Kára           | 1968. december 31. | Tabi járásból                            | 1983. december 31.  | Tabi nagyközségkörnyékhez                   |
| Karád          | 1968. december 31. | Tabi járásból                            | 1983. december 31.  | Tabi nagyközségkörnyékhez                   |
| Kereki         | 1950. június 1.    | Tabi járásból                            | 1983. december 31.  | Siófoki városkörnyékhez                     |
| Kisbárapáti    | 1968. december 31. | Tabi járásból                            | 1983. december 31.  | Tabi nagyközségkörnyékhez                   |
| Kőröshegy      | 1950. június 1.    | Tabi járásból                            | 1983. december 31.  | Siófoki városkörnyékhez                     |
| Kötcse         | 1954. október 1.   | Tabi járásból                            | 1983. december 31.  | Siófoki városkörnyékhez                     |
| Látrány        | 1974. december 31. | Fonyódi járásból                         | 1983. december 31.  | Boglárlellei nagyközségkörnyékhez           |
| Lulla          | 1968. december 31. | Tabi járásból                            | 1983. december 31.  | Tabi nagyközségkörnyékhez                   |
| Miklósi        | 1968. december 31. | Tabi járásból                            | 1983. december 31.  | Tabi nagyközségkörnyékhez                   |
| Nágocs         | 1968. december 31. | Tabi járásból                            | 1983. december 31.  | Tabi nagyközségkörnyékhez                   |
| Nagyberény     | 1968. december 31. | Tabi járásból                            | 1981. december 30.  | Siófoki városkörnyékhez                     |
| Nagycsepely    | 1950. június 1.    | Tabi járásból                            | 1983. december 31.  | Siófoki városkörnyékhez                     |
| Nyim           | 1950. június 1.    | Tabi járásból                            | 1981. december 30.  | Siófoki városkörnyékhez                     |
| Pusztaszemes   | 1950. június 1.    | Tabi járásból                            | 1983. december 31.  | Siófoki városkörnyékhez                     |
| Ságvár         | 1950. június 1.    | Tabi járásból                            | 1981. december 30.  | Siófoki városkörnyékhez                     |
| Sérsekszőlős   | 1968. december 31. | Tabi járásból                            | 1983. december 31.  | Tabi nagyközségkörnyékhez                   |
| Siófok         | 1950. június 1.    | Tabi járásból                            | 1968. december 30.  | várossá alakult                             |
| Siójut         | 1950. június 1.    | Tabi járásból                            | 1981. december 30.  | Siófoki városkörnyékhez                     |
| Siómaros       | 1950. június 1.    | Tabi járásból                            | 1950. szeptember 5. | Balatonszabadi része lett                   |
| Som            | 1968. december 31. | Tabi járásból                            | 1981. december 30.  | Siófoki városkörnyékhez                     |
| Somogyacsa     | 1968. december 31. | Tabi járásból                            | 1983. december 31.  | Tabi nagyközségkörnyékhez                   |
| Somogybabod    | 1974. december 31. | Fonyódi járásból                         | 1983. december 31.  | Boglárlellei nagyközségkörnyékhez           |
| Somogydöröcske | 1968. december 31. | Tabi járásból                            | 1983. december 31.  | Tabi nagyközségkörnyékhez                   |
| Somogyegres    | 1968. december 31. | Tabi járásból                            | 1983. december 31.  | Tabi nagyközségkörnyékhez                   |
| Somogymeggyes  | 1968. december 31. | Tabi járásból                            | 1983. december 31.  | Tabi nagyközségkörnyékhez                   |
| Somogytúr      | 1974. december 31. | Fonyódi járásból                         | 1983. december 31.  | Boglárlellei nagyközségkörnyékhez           |
| Szólád         | 1950. június 1.    | Tabi járásból                            | 1983. december 31.  | Siófoki városkörnyékhez                     |
| Szorosad       | 1968. december 31. | Tabi járásból                            | 1983. december 31.  | Tabi nagyközségkörnyékhez                   |
| Szőlőskislak   | 1977. április 1.   | Marcali járásból                         | 1983. december 31.  | Boglárlellei nagyközségkörnyékhez           |
| Tab            | 1968. december 31. | Tabi járásból                            | 1983. december 31.  | városi jogú nagyközséggé alakult            |
| Teleki         | 1950. június 1.    | Tabi járásból                            | 1983. december 31.  | Siófoki városkörnyékhez                     |
| Tengőd         | 1968. december 31. | Tabi járásból                            | 1983. december 31.  | Tabi nagyközségkörnyékhez                   |
| Torvaj         | 1968. december 31. | Tabi járásból                            | 1983. december 31.  | Tabi nagyközségkörnyékhez                   |
| Törökkoppány   | 1968. december 31. | Tabi járásból                            | 1983. december 31.  | Tabi nagyközségkörnyékhez                   |
| Visz           | 1974. december 31. | Fonyódi járásból                         | 1983. december 31.  | Boglárlellei nagyközségkörnyékhez           |
| Zala           | 1968. december 31. | Tabi járásból                            | 1983. december 31.  | Tabi nagyközségkörnyékhez                   |
| Zamárdi        | 1950. június 1.    | Tabi járásból                            | 1977. március 31.   | Siófoki városkörnyékhez                     |
| Zics           | 1968. december 31. | Tabi járásból                            | 1983. december 31.  | Tabi nagyközségkörnyékhez                   |

### Történeti adatai
Az alábbi táblázat a Siófoki járás területének és népességének változását mutatja be. Az egyes sorok a járás területi változásait mutatják be, az első rovatban megjelölve, mely időszakban érvényes terület adatai találhatók az adott sorban. A következő rovat a járás területnagyságát mutatja az adott időszakban. A további rovatok az adott időszakban érvényes határok között az oszlopfejlécben jelzett népszámlálás adatai szerint talált népességszámot adják meg ezer főre kerekítve.
Az eltérő színezéssel kijelölt adatok mutatják meg az egyes népszámlálásokkor érvényes közigazgatási beosztásnak megfelelő adatokat.
| Területi beosztás | Terület  | 1949-ben | 1960-ban | 1970-ben | 1980-ban | 1990-ben | 2001-ben |
| ----------------- | -------- | -------- | -------- | -------- | -------- | -------- | -------- |
| 1950‑1954 között  | 538 km²  | 32       | 35       | 39       | 42       | 44       | 45       |
| 1954–1968 között  | 581 km²  | 35       | 37       | 40       | 44       | 45       | 46       |
| 1969–1974 között  | 983 km²  | 57       | 54       | 48       | 46       | 43       | 42       |
| 1975–1977 között  | 1175 km² | 69       | 67       | 62       | 61       | 57       | 56       |
| 1977–1981 között  | 1082 km² | 65       | 63       | 57       | 56       | 54       | 52       |
| 1982–1983 között  | 906 km²  | 55       | 53       | 48       | 47       | 44       | 42       |